# Rayman: Hoodlums' Revenge
Rayman: A Vingança Hoodlums é um jogo que foi lançado exclusivamente para o Game Boy Advance em 2005. Ela ocorre logo após os acontecimentos de Rayman 3: Hoodlum Havoc e, como seu antecessor, zomba do gênero de plataforma de vídeo game. Ele e Rayman Raving Rabbids para o Nintendo DS é o único 2.5D platformers na série Rayman.

## História
Os jogos começam com Rayman e Globox dormindo no Conselho de fada, quando os sonhos Globox são perturbados pela memória dele engolir o Black Lum André. Ele é acordado por um som estranho, e sai para procurar a sua fonte (é possível que ele foi capturado pelos criminosos, já que ele é visto mais tarde no Baixio das Murk, aparentemente preso). Mais tarde, Rayman acorda para encontrar seu amigo desaparecido, e sai para procurar Globox.
Viajando para a frente, Murfy conta a Rayman que os Hoodlums estão tentando clonar Refluxo: o outro rival principal de Rayman 3, e que o clone é o suco de ameixa-potente. Antes que ele finalmente possa se encontrar com Globox, ele deve destruir a Máquina Infernal, que basicamente faz o suco de ameixa potente.
Enquanto isso, no Baixio das Murk, Globox é inconscientemente sendo lentamente tomado por André, e isso é aparente por Globox oscilações repentinas de humor em que ele se tornou agressivo, e simplesmente falante. Mais tarde, quando ele e Rayman estão reunidos, ele muitas vezes insultos Rayman ou fraca tentativa de os mafiosos ("perdedor metido"e "Lame-man" são algumas das vaias que ele atirou em Rayman). No entanto Rayman, Globox não utilizadas para ser um idiota, ou inteligente, de qualquer forma, simplesmente não ouvir mais do mesmo, embora em um ponto, ele pede Globox se ele foi atingido na cabeça.
Como eles continuam com as terras que deve salvar o Teensies e derrotar um casal de patrões (Begoniax Bayou e Pit of Fire Endless são os níveis de chefe [excluindo Infernal Machine e Lair refluxo do]). No poço de fogo sem fim, após a derrota do Firemonster, André toma o controlo total da Globox e anuncia seu retorno.
Rayman quando finalmente encontra o Refluxo clonado e o derrota, Globox aparece como um espírito negro e André tremula fora da boca de Globox, e ele acorda de seu ser total, perguntando se ele perdeu o café da manhã. A história termina com os dois andando pela floresta.

## Jogabilidade
Este é primeiro jogo Rayman a usar uma exibição (2.5D) isométrica. A maioria dos níveis de colocar o jogador no controle de Rayman, enquanto outros níveis vão colocar o jogador no controle de seu parceiro, Globox. Em determinados níveis, o jogador é capaz de controlar os dois no mesmo nível, pressionando o botão Select para mudar os personagens. O objetivo de cada nível é chegar ao final e ganhar o máximo de pontos possíveis. Para fazer isso, o jogador tem que coletar pedras preciosas e lums que estão espalhados pelos níveis. Além disso, Teensies libertar e derrotar inimigos dá os pontos do jogador. No final do nível, o jogador ganha selos Murfy, com base na sua pontuação. Murfy selos não são importantes para a realização do jogo, mas depois de obter um certo número deles, níveis extras são desbloqueados. Há um total de cinco níveis que podem ser desbloqueados com a aquisição de selos de Murfy.